# Candelariella
Candelariella  is een geslacht van korstmossen dat behoort tot de familie Candelariaceae. De typesoort is Candelariella vitellina.

## Soorten
Volgens Index Fungorum telt het geslacht 102 soorten (peildatum oktober 2021):
| Soortnaam                                    | Auteur(s)                                  | Publicatiejaar |
| -------------------------------------------- | ------------------------------------------ | -------------- |
| Candelariella aggregata                      | M. Westb.                                  | 2007           |
| Candelariella albovirens                     | C.W. Dodge & G.E. Baker                    | 1938           |
| Candelariella andicola                       | (Zahlbr.) Zahlbr.                          | 1928           |
| Candelariella antarctica                     | Filson                                     | 1975           |
| Candelariella antennaria                     | Räsänen                                    | 1939           |
| Candelariella arctica                        | (Körb.) R. Sant.                           | 1966           |
| Candelariella athallina                      | (Wedd.) Du Rietz                           | 1932           |
| Candelariella aurella (Kleine geelkorst)     | (Hoffm.) Zahlbr.                           | 1928           |
| Candelariella australiensis                  | P.M. McCarthy & Elix                       | 2017           |
| Candelariella biatorina                      | M. Westb.                                  | 2007           |
| Candelariella blastidiata                    | Yakovch.                                   | 2017           |
| Candelariella boikoi                         | Khodos. & S.Y. Kondr.                      | 2004           |
| Candelariella boleana                        | Etayo, Palice & T. Sprib.                  | 2009           |
| Candelariella borealis                       | M. Westb.                                  | 2007           |
| Candelariella brouardii                      | (B. de Lesd.) Zahlbr.                      | 1928           |
| Candelariella bulbifera                      | (Stirt.) Zahlbr.                           | 1928           |
| Candelariella calcicola                      | (Galløe) Zahlbr.                           | 1940           |
| Candelariella californica                    | M. Westb.                                  | 2007           |
| Candelariella canadensis                     | H. Magn.                                   | 1952           |
| Candelariella carnica                        | Poelt                                      | 1958           |
| Candelariella cerebriformis                  | C.W. Dodge                                 | 1948           |
| Candelariella cerinella                      | Zahlbr.                                    | 1907           |
| Candelariella chrysea                        | C.W. Dodge & G.E. Baker                    | 1938           |
| Candelariella citrina                        | B. de Lesd.                                | 1932           |
| Candelariella clarkiae                       | E. Tripp & Lendemer                        | 2015           |
| Candelariella commutata                      | Otte & M. Westb.                           | 2013           |
| Candelariella complanata                     | M. Westb.                                  | 2007           |
| Candelariella coralliza                      | (Nyl.) H. Magn.                            | 1935           |
| Candelariella corallizoides                  | M. Westb.                                  | 2007           |
| Candelariella corviniscalensis               | C.A. Morse & M. Westb.                     | 2011           |
| Candelariella crenulata                      | (Wahlenb.) Zahlbr.                         | 1928           |
| Candelariella decrenata                      | (Nyl.) Zahlbr.                             | 1928           |
| Candelariella deflexa                        | (Nyl.) Zahlbr.                             | 1928           |
| Candelariella deppeanae                      | M. Westb.                                  | 2007           |
| Candelariella disceptans                     | (Nyl.) Zahlbr.                             | 1928           |
| Candelariella dispersa                       | (Räsänen) Hakul.                           | 1954           |
| Candelariella efflorescens                   | R.C. Harris & W.R. Buck                    | 1978           |
| Candelariella elaeophaea                     | (Nyl.) Zahlbr.                             | 1928           |
| Candelariella faginea                        | Nimis, Poelt & Puntillo                    | 1989           |
| Candelariella ferruginata                    | (Harm.) Zahlbr.                            | 1928           |
| Candelariella flava                          | (C.W. Dodge & G.E. Baker) Castello & Nimis | 1994           |
| Candelariella flavovirella                   | (Nyl.) Lettau                              | 1912           |
| Candelariella fuegiensis                     | C.W. Dodge                                 | 1967           |
| Candelariella glaucescens                    | (Bagl. & Carestia) Lettau                  | 1912           |
| Candelariella glaucolivescens                | (Nyl.) Zahlbr.                             | 1928           |
| Candelariella granulata                      | (Schaer.) Zahlbr.                          | 1907           |
| Candelariella granuliformis                  | M. Westb.                                  | 2011           |
| Candelariella grimmiae                       | Poelt & Reddi                              | 1969           |
| Candelariella hakulinenii                    | S.Y. Kondr., Lőkös & Hur                   | 2017           |
| Candelariella hallettensis                   | (Js. Murray) Øvstedal                      | 1983           |
| Candelariella henricii                       | B. de Lesd.                                | 1936           |
| Candelariella herteri                        | Räsänen                                    | 1938           |
| Candelariella himalayana                     | Poelt & Reddi                              | 1969           |
| Candelariella hudsonica                      | Hakul.                                     | 1954           |
| Candelariella immarginata                    | M. Westb.                                  | 2007           |
| Candelariella isidiata                       | H. Magn.                                   | 1955           |
| Candelariella isidiata                       | Dodge                                      | 1971           |
| Candelariella kansuensis                     | H. Magn.                                   | 1940           |
| Candelariella kuusamoensis                   | Räsänen                                    | 1939           |
| Candelariella lambii                         | Hakul.                                     | 1954           |
| Candelariella lavicola                       | B. de Lesd.                                | 1933           |
| Candelariella lichenicola                    | M. Westb.                                  | 2007           |
| Candelariella litoralis                      | Hakul.                                     | 1954           |
| Candelariella madagascarea                   | (Vain.) Zahlbr.                            | 1928           |
| Candelariella makarevichiae                  | S.Y. Kondr., Lőkös & Hur                   | 2018           |
| Candelariella marcii                         | B. de Lesd.                                | 1934           |
| Candelariella margaretae                     | Hakul.                                     | 1954           |
| Candelariella medians (Gelobde geelkorst)    | (Nyl.) A.L. Sm.                            | 1918           |
| Candelariella minuta                         | Reichert & Galun                           | 1960           |
| Candelariella neozelandica                   | C.W. Dodge                                 | 1971           |
| Candelariella nepalensis                     | Poelt & Reddi                              | 1969           |
| Candelariella oleaginescens                  | Rondon                                     | 1965           |
| Candelariella oleifera                       | H. Magn.                                   | 1940           |
| Candelariella ossicola                       | C.W. Dodge                                 | 1967           |
| Candelariella parasitica                     | C.W. Dodge                                 | 1948           |
| Candelariella placodizans                    | (Nyl.) H. Magn.                            | 1935           |
| Candelariella plumbea                        | Poelt & Vězda                              | 1976           |
| Candelariella reflexa (Poedergeelkorst)      | (Nyl.) Lettau                              | 1912           |
| Candelariella rhodax                         | Poelt & Vězda                              | 1976           |
| Candelariella rosulans                       | (Müll. Arg.) Zahlbr.                       | 1928           |
| Candelariella rubrisoli                      | D. Liu & Hur                               | 2019           |
| Candelariella rudolphii                      | C.W. Dodge                                 | 1965           |
| Candelariella senior                         | Poelt                                      | 1958           |
| Candelariella septentrionalis                | Hakul.                                     | 1949           |
| Candelariella sorediosa                      | Poelt & Reddi                              | 1969           |
| Candelariella spraguei                       | (Tuck.) Zahlbr.                            | 1928           |
| Candelariella stenospora                     | B. de Lesd.                                | 1932           |
| Candelariella subdeflexa                     | (Nyl.) Lettau                              | 1912           |
| Candelariella subdisparata                   | (Nyl.) Zahlbr.                             | 1928           |
| Candelariella subsimilis                     | (Th. Fr.) J. Steiner                       | 1909           |
| Candelariella subsquamulosa                  | D. Liu & Hur                               | 2019           |
| Candelariella superdistans                   | (Nyl.) Malme                               | 1911           |
| Candelariella terrigena                      | Räsänen                                    | 1939           |
| Candelariella tremniacensis                  | (A. Massal.) Lettau                        | 1912           |
| Candelariella unilocularis                   | (Elenkin) Nimis                            | 1994           |
| Candelariella unisepta                       | (Stizenb.) Zahlbr.                         | 1928           |
| Candelariella vainioana                      | Hakul.                                     | 1954           |
| Candelariella viae-lacteae                   | G. Thor & V. Wirth                         | 1990           |
| Candelariella vitellina (Grove geelkorst)    | (Hoffm.) Müll. Arg.                        | 1894           |
| Candelariella vulgaris                       | A. Massal.                                 |                |
| Candelariella xanthostigma (Fijne geelkorst) | (Pers. ex Ach.) Lettau                     | 1912           |
| Candelariella xanthostigmoides               | (Müll. Arg.) R.W. Rogers                   | 1982           |